# Jean Pierre Mustier
Jean Pierre Mustier (* 18. Januar 1961 in Chamalières, Frankreich) ist ein Investmentbanker und war Vorstandsvorsitzender der UniCredit-Gruppe in Mailand.

## Biografie
Mustier studierte am École polytechnique und am École des Mines in Paris und machte eine Ausbildung zum Fallschirmjäger beim französischen Heer.
Von 1997 bis 2009 war er bei der französischen Großbank Société Générale beschäftigt und arbeitete sich mit Stationen in Paris, Philadelphia, Hong Kong, Tokyo und London in den Vorstand der Bank hoch. Er musste die Société Générale verlassen, da er der Abteilungsleiter von Jérôme Kerviel war, der 4,9 Milliarden Euro an der Börse verlor. Auch wurde Mustier wegen Insiderhandels zu einer Strafe von 100.000 Euro verurteilt.
Seine Karriere setzte er in Europa, unter anderem bei der UniCredit in Mailand ab 2011 fort, verließ jedoch Ende 2014 das Unternehmen und wurde ab Januar 2015 Partner beim französischen Finanzinvestor Tikehau Capital in London.
2016 kehrte er als CEO zur UniCredit zurück begann, die Restrukturierung voranzutreiben. Seither wurden knapp 1000 UniCredit-Filialen geschlossen, die Kosten von UniCredit binnen weniger Jahre um mehr als 1,7 Milliarden Euro reduziert und u. a. Konzernteile der Pioneer Investments oder FinecoBank abgestoßen.
Ende 2020 kündigte Mustier seinen Rücktritt für das Frühjahr 2021 an. Im Januar 2021 wurde gemeldet, dass Andrea Orcel, der zuvor u. a. für die UBS gearbeitet hatte, sein Nachfolger würde.
Am 24. Juli 2024 wurde bekanntgegeben, dass Mustier zum CEO des französisch/europäischen IT-Konzern Atos ernannt wird. Am 15. Oktober 2024 gab Atos bekannt, da er zum 1. Februar 2025 als CEO ersetzt wird.

## Privates
Er ist verheiratet und Vater zweier Söhne.

## Auszeichnungen
- 2018: European Banker of the Year[12]